# Hemsleya panlongqi
Hemsleya panlongqi là một loài thực vật có hoa trong họ Cucurbitaceae. Loài này được A.M. Lu & W.J. Chang mô tả khoa học đầu tiên năm 1983.